# Rainer Brüderle
Rainer Brüderle (Berlino, 22 giugno 1945) è un politico tedesco. È stato il candidato cancelliere del Partito Liberale Democratico alle elezioni federali in Germania del 2013.

## Biografia
Si è laureato in economia presso l'Università di Magonza.

## Attività politica
Dal 1998 è parlamentare al Bundestag. È stato Ministro dell'Economia e Trasporti della Renania-Palatinato e Ministro dell'Economia e Tecnologia del Governo federale.
È membro del CdA della televisione pubblica tedesca ZDF.